# South Portland (Maine)
South Portland é uma cidade do estado americano do Maine, no Condado de Cumberland. Foi fundada em 15 de março de 1895 como vila e em 22 de março de 1898 como cidade.

## Geografia
De acordo com o United States Census Bureau, a cidade tem uma área de 36,3 km², onde 31 km² estão cobertos por terra e 5,3 km² por água.

## Demografia
Segundo o censo nacional de 2010, a sua população é de 25 002 habitantes e sua densidade populacional é de 805,1 hab/km². É a quarta cidade mais populosa do estado. Possui 11 484 residências, que resulta em uma densidade de 369,81 residências/km².